# Combat Readiness Medal
La Combat Readiness Medal est une médaille militaire de l'United States Air Force (armée de l'air américaine) et de l'United States Space Force (armée de l'espace des États-Unis) qui a été créée pour la première fois en 1964. La médaille originelle était une récompense supérieure à la Air Force Commendation Medal, et elle était décernée pour services supérieurs et méritoires rendus à l'armée de l'air des États-Unis. Les critères d'attribution de la médaille ont été révisés en 1967 et la Combat Readiness Medal a adopté la désignation de médaille de service.

## Critères
La Combat Readiness Medal est décernée à tout membre de l'armée de l'air ou de l'armée de l'espace des États-Unis qui a accompli une préparation individuelle soutenue à une mission de combat dans un système d'arme de l'armée de l'air ou de l'armée de l'espace ou qui a entrepris la préparation à l'emploi direct d'un système d'arme. Pour recevoir la médaille, le militaire doit avoir accompli 24 mois cumulés de service soutenu.
La Combat Readiness Medal est décernée en tant que récompense de service par un grand commandement de l'armée de l'air ou un commandement de terrain de la force spatiale. Dans de nombreux cas, les personnes qui reçoivent cette médaille sont également qualifiées pour l'Air Medal, l'Aerial Achievement Medal ou la Nuclear Deterrence Operations Service Medal. Pour les officiers et le personnel navigant de l'armée de l'air, il n'est pas rare de recevoir une ou les deux médailles du personnel navigant en même temps que la Combat Readiness Medal.

## Design
La médaille a été conçue par l'Institut d'héraldique (United States Army Institute of Heraldry). Sur l'avers, elle présente un triangle inversé surmonté d'une aile en forme de delta, représentant tous deux des avions supersoniques. Ce motif est entouré d'une rose des vents stylisée, avec des triangles aux pointes, indiquant la nature mondiale de la mission de l'armée de l'air. Le revers de la médaille porte l'inscription "For Combat Readiness--Air Force" dans un cercle, près du bord extérieur de la médaille. Le ruban comporte une large bande centrale rouge, flanquée de part et d'autre d'une étroite bande bleu clair, d'une fine bande bleu foncé, d'une étroite bande bleu clair et d'une bande rouge au bord.
Plusieurs remises de la Combat Readiness Medal sont autorisées, les récompenses supplémentaires étant signalées par des oak leaf clusters (feuilles de chêne). L'insigne de l'équipage de combat (Combat crew badge), un accessoire de qualification porté par les membres d'équipage qui accumulent du temps pour obtenir la médaille, n'est plus décerné.
Si un membre de l'armée de l'air ou de l'armée de l'espace est titulaire de la Combat Readiness Medal et participe au "programme Blue to Green" (transition de l'armée de l'air/de l'armée de l'espace vers l'armée de terre), il est toujours autorisé à porter la médaille, mais contrairement à l'armée de l'air et à l'armée de l'espace, elle sera portée en tant que dernière médaille/ruban, mais avant toute autre récompense étrangère.

## Sources
- (en) Cet article est partiellement ou en totalité issu de l’article de Wikipédia en anglais intitulé « Combat Readiness Medal » (voir la liste des auteurs).